# Ользон, Анетт
Анетте Ингегерд Ольссон (швед. Anette Ingegerd Olsson; 21 июня 1971, Катринехольм, Швеция), более известная под сценическим именем Анетт Ользон (швед. Anette Olzon) — шведская певица, бывшая вокалистка групп Nightwish и Alyson Avenue. Участвовала в записи некоторых песен с группой Pain в альбоме Cynic Paradise. Также работала с группой The Rasmus. С 2017 года является солисткой группы The Dark Element.

## Биография
Анетт родилась и выросла в музыкальной семье в Катринехольме, Швеция и занималась пением с детства. Играла на гобое в течение 8 лет. С 13 лет участвовала в конкурсах талантов, в 17 лет вступила в свою первую группу. В 21 год сыграла солирующую роль в рок-опере «Gränsland», после чего поступила в балетную академию в Гётеборге. Пела в хорах, группах, участвовала в различных проектах в качестве сессионной вокалистки, однажды пела на свадьбе. За свою музыкальную карьеру исполняла музыку разнообразных жанров.

## Семья, личная жизнь
У Анетт есть старшие сестра и брат, а также трое сыновей — старший Сет (р. 11.07.2001, от первого брака с Фредериком Блюкертом), средний Немо (р. 30.07.2010) и младший Мио (о беременности Анетт сообщила в январе 2013 года, сын родился 28 марта 2013). Сейчас она замужем за басистом группы Pain Юханом Хусгавелем (швед. Johan Husgafvel). Свадьба состоялась 10 августа 2013 года. В данный момент проживает со своей семьёй в Хельсингборге и в свободное время любит совершать длинные пробежки на природе. Также она ведёт блог, в котором пишет каждый день. В числе своих хобби Анетт называет бег, одежду, книги и кинематограф, изучение новых вещей, а также долгие прогулки на дикой природе. Анетт — известная поклонница японских суши, также в числе своих гастрономических пристрастий она называет филе миньон, лосось и шведские фрикадельки с картофелем и соусом.

## Карьера

### В составе Nightwish (2007—2012)
Анетт официально присоединилась к Nightwish в качестве новой вокалистки в начале 2007 года. Она была выбрана группой из 2000 претендентов. На конкурс она прислала свою демозапись песни «Ever Dream». Она заменила уволенную в 2005 году Тарью Турунен. Хотя демо Анетт было одним из первых, лидер группы Туомас Холопайнен был обеспокоен тем, что у Анетт был маленький сын. Тем не менее Ользон проявила настойчивость и послала группе DVD с её выступлением в составе Alyson Avenue. После того как с ней связался менеджер группы Эво Похъёла, Анетт была взята в группу в феврале 2007-го. Туомас прокомментировал её выбор так: «Мы (группа) провели голосование, и сошлись во мнении, что это будет именно она. Это было дело сердца. Её личность держалась в секрете различными способами, в том числе делая вид, что это „Шведская кузина“ менеджера Эво. Это продолжалось до тех пор, пока 24 мая 2007 она не была объявлена новой вокалисткой группы».
1 октября 2012 из-за разногласий внутри группы покинула состав Nightwish.

### Дебютный альбом,Tähdet, tähdetи уход со сцены
28 ноября 2013 на своей официальной странице в Facebook Ользон объявила, что её дебютный сольный альбом, работа над которым велась ещё с 2009 года, получил название «Shine» и выйдет 28-го февраля 2014 на лейбле EarMusic. Премьера первого сингла на песню «Falling» состоялась 11-го декабря 2013. 13-го февраля 2014 состоялся релиз второго сингла «Lies», на который был отснят видеоклип. В том же году состоялись несколько живых выступлений Анетт на фестивалях в Финляндии.
20 января 2015-го стало известно, что Анетт примет участие в финском шоу «Tähdet, tähdet». Ользон продержалась четыре недели, после чего была вынуждена покинуть шоу из-за малого количества голосов. Примерно в то же время Анетт сообщила, что подписала контракт с финским лейблом на выпуск второго альбома.
2 июля было объявлено, что Ользон исполнит партию королевы Елизаветы Вудвилль в новой, рок-оперной интерпретации пьесы Шекспира о короле Англии, Ричарде — «Ричард III» и документального фильма «В поисках Ричарда». Премьера спектакля «RichardRocks» намечена на 3 октября 2015 года.
24 августа 2015 года в своём блоге Анетт написала, что заканчивает карьеру певицы, аргументировав это решение желанием сфокусироваться на своей семье и работе медсестры. Последним выступлением Ользон стал концерт в рамках фестиваля Titans Of Metal, прошедший в Тель-Авиве, Израиль.
Несмотря на заявления о завершении карьеры, Анетт де-факто продолжила свою музыкальную деятельность и 21 января 2016 года выпустила мини-альбом под названием Vintersjäl / Cold Outside. 29 августа 2017 года она сообщила, что с экс-гитаристом группы Sonata Arctica Яни Лииматайненом создала проект The Dark Element. Дебютный одноимённый альбом вышел 10 ноября 2017 года.

## Дискография (сольно)

### Студийные альбомы
- Shine (2014)
- Strong (2021)
- Rapture (2024)

### Синглы
- «Lies» (2014)
- «Shine» (2015)
- «Vintersjäl / Cold Outside» (2017)
- «Parasite» (2021)
- «Sick Of You» (2021)
- «Strong» (2021)
- «Heed The Call» (2024)

## Дискография (в группах)

### Alyson Avenue
Студийные альбомы:
- Presence Of Mind (2000 / Переиздан в 2009)
- Omega (2004 / переиздан в 2009 под названием Omega II)

Синглы:
- «I Am (Your Pleasuremaker)» (2004)

Компиляции:
- Munich’s Hardest Hits
- Melodic Rock
- Fireworks Magazine
- Total Frontfork

### Nightwish
Студийные альбомы:
- Dark Passion Play (2007)
- Imaginaerum (2011)

Синглы:
- «Eva» (2007)
- «Amaranth» (2007)
- «Bye Bye Beautiful» (2008)
- «The Islander» (2008)
- «Storytime» (2011)
- «The Crow, the Owl and the Dove» (2012)

EP:
- Made in Hong Kong (And in Various Other Places) (2009)

### The Dark Element
Студийные альбомы:
- The Dark Element (2017)
- Songs The Night Sings (2019)

Синглы:
- «The Dark Element» (2017)
- «My Sweet Mystery» (2017)
- «Dead To Me» (2017)
- «The Ghost And The Reaper» (2017)
- «Songs The Night Sings» (2019)
- «Not Your Monster» (2019)

### Allen/Olzon
Студийные альбомы:
- Worlds Apart (2020)
- Army Of Dreamers (2022)

Синглы:
- «Worlds Apart» (2020)
- «Army Of Dreamers» (2022)

### Как приглашённый артист
- 2006: «Two Of A Kind» (Michael Bormann of Jaded Heart)
- 2006: «Will We Remain» (Cloudscape)
- 2008: «Heart Full of Fire» (Brother Firetribe)
- 2008: «Follow Me», «Feed Us» (Pain)
- 2009: «October & April» (The Rasmus)
- 2010: «Open Your Eyes» (Sweden United)
- 2011: «Changes» (Alyson Avenue) (Бэк-вокал на треках «Liar», «Into The Fire», «Always Keep On Loving You», «Fallen»)
- 2012: «Cathedral Walls» (Swallow the Sun)[10]
- 2012: «This Love This Time», «Lay Down in My Arms» (Sapphire Eyes)